# Krabat
Krabat jest powieścią młodzieżową fantasy napisaną w 1971 roku przez Otfrieda Preußlera, która ukazała się w Polsce w 1976 roku. Historia nawiązuje do serbołużyckiej legendy ludowej o Krabacie, który zostaje uczniem czarnoksiężnika.

## Geneza
Napisanie Krabata zajęło Otfriedowi Preußlerowi dziesięć lat z przerwami. Jego inspiracją była pochodząca z XVII w. serbołużycka legenda ludowa o Krabacie. Jej akcja rozgrywa w pobliżu Schwarzkollm (górnołuż. Čorny Chołmc) na Górnych Łużycach, które leży między miastami Hoyerswerda (górnołuż. Wojerecy) a Kamenz (górnołuż. Kamjenc). Legenda ta wykorzystuje popularne motywy: ucznia, który zwraca się przeciwko swemu mistrzowi oraz miłości, która przezwycięża zło.
Powieść została przetłumaczona na 37 języków.

## Streszczenie
Akcja powieści rozgrywa się na Łużycach w czasach III wojny północnej. Jej głównym bohaterem jest Krabat – sierota, który pod wpływem dziwnych snów rozpoczyna naukę w owianym złą sławą młynie na Koźlim Brodzie. Szybko okazuje się, że w młynie mieści się w rzeczywistości szkoła czarnej magii, a mistrz młynarski zamienia się nocą w jednookiego, potężnego czarnoksiężnika. Krabat wraz z dwunastoma innymi uczniami poznaje arkana czarnej magii. Początkowo jest zafascynowany magią, dzięki której może zdobyć władzę nad innymi ludźmi. Zawiązuje przyjaźnie z innymi uczniami, m.in. z czeladnikiem Tondą. Pod koniec pierwszego roku pobytu Krabata w młynie Tonda ginie w tajemniczych okolicznościach. Pod koniec następnego roku sytuacja się powtarza i w niewyjaśnionych okolicznościach umiera kolejny czeladnik. Krabat rozwiązuje tajemnicę śmierci kolegów. Dowiaduje się, że są oni uśmiercani przez czarnoksiężnika, który zaprzedał duszę złym mocom i musi co roku składać jednego ze swych uczniów w ofierze. W przeciwnym razie sam by umarł. Dodatkowo czarnoksiężnik zawsze wybiera na swoją ofiarę najlepszego ucznia w obawie przed jego rosnącą mocą.
Krabat postanawia zabić czarnoksiężnika. W tym celu intensywnie uczy się czarnej magii. W międzyczasie spotyka się potajemnie ze swoją ukochaną – Kantorką. Miłość do dziewczyny dodaje mu sił i motywacji do walki z czarnoksiężnikiem. Pewnego dnia Krabat dowiaduje się od jednego z przyjaciół, że szczera miłość dziewczyny do czeladnika może pokonać złego czarnoksiężnika. W tym celu dziewczyna musi przyjść do młyna w noc sylwestrową, poprosić o uwolnienie ukochanego i przejść śmiertelną próbę. Krabat waha się, nie chcąc wystawiać ukochanej na niebezpieczeństwo, ale dziewczyna sama postanawia stawić czoła zadaniu.
Pod koniec trzeciego roku czarnoksiężnik proponuje Krabatowi, żeby ten został jego następcą. Krabat odrzuca propozycję, więc czarnoksiężnik decyduje się złożyć go w ofierze. Nie udaje mu się to jednak, ponieważ do młyna przychodzi Kantorka i żąda uwolnienia ukochanego. Następnie pomyślnie przechodzi próbę, dzięki czemu uwalnia Krabata i pozostałych uczniów. Czarnoksiężnik umiera, a młyn staje w płomieniach.

## Ekranizacje
Pierwsza ekranizacja Krabata powstała w 1977 roku. Był to czeski film animowany pod tytułem Čarodějův učeň wyreżyserowany przez Karela Zemana.
W 2008 roku ukazał się niemiecki film pełnometrażowy Krabat w reżyserii Marco Kreuzpaintera. W Polsce film jest znany pod tytułem Uczeń Czarnoksiężnika.